# Liceo Militar General Paz
El Liceo Militar «General Paz» (LMGP) es un instituto de nivel inicial, primario y secundario de educación militar del Ejército Argentino con sede en Córdoba y dependiente de la Dirección General de Educación a través de la Dirección de Educación Preuniversitaria del Ejército.
De este Instituto han egresado el expresidente Fernando de la Rúa, el gobernador de la provincia de Córdoba Juan Schiaretti, el exministro de defensa y comunicaciones Oscar Aguad, como así también asesores, funcionarios, jueces, empresarios, al menos tres obispos, como lo son Carlos José Ñáñez, Marcelo Cuenca, Samuel Jofré y altos jefes militares.
Los liceos militares son las únicas instituciones académicas dependientes del Ministerio de Defensa de la Nación; tienen una carga horaria que supera la de cualquier colegio secundario: ingresan 6:30 horas y permanecen hasta las 18:30 horas bajo un régimen de internado y semi internado.

## Historia
El 25 de agosto de 1944 se creó por ley el Liceo Militar General Paz. Fue una iniciativa la diputada de la Nación por la provincia de Córdoba Delfina Araya, que había propuesto la creación de liceos militares en el interior del país en la sesión de la Cámara de diputados del 29 de junio de 1942. Su objetivo era la eficacia en la formación de oficiales de reserva.
El primer edificio se inauguró el 2 de abril de 1945 dentro de la Guarnición de Ejército «Córdoba», en el camino a La Calera. El 28 de febrero de 1949 se trasladaría a su alojamiento defnitivo en el KM 711 de la Ruta Nacional 9.
El 30 de abril de 1946 el Liceo recibió su Bandera Nacional de Guerra. El 9 de julio del año siguiente y por motivo del Día de la Independencia, los integrantes del LMGP desfilaron por primera vez en Córdoba.
En el año 1982, una porción del personal del General Paz participó del conflicto armado del Atlántico Sur.
El LMGP incorporó a la mujer en el año 1995. Al mismo tiempo se adaptó a la Ley Federal de Educación.

## Egresados ilustres
- Carlos Ñáñez, obispo católico
- Samuel Jofré Giraudo, obispo católico
- Juan Schiaretti, político
- Oscar Aguad, político
- Fernando de la Rúa, político

## Excadetes muertos durante la Guerra de Malvinas
Durante la Guerra de Malvinas murieron en combate cinco excadetes pertenecientes a las tres fuerzas armadas y a la Gendarmería Nacional Argentina:
- Capitán de la Fuerza Aérea Argentina Omar Jesús Castillo (Promoción 23).
- Teniente Primero del Ejército Argentino Luis Carlos Martella (Promoción 27).
- Alférez de la Gendarmería Nacional Argentina Guillermo Nasif (Promoción 27).[4]
- Primer Teniente de la Fuerza Aérea Argentina Jorge Eduardo Casco (Promoción 24).
- Teniente de Corbeta de la Armada de la República Argentina José Aguirre (Promoción 29).